# 믈라브리어
믈라브리어(Mlabri)는 라오스와 태국의 국경지대에 사는 믈라브리족의 토착 언어이다. 오스트로아시아어족 크무어파에 분류된다. 2007년 기준 화자 수는 약 130명이다.
덴마크의 언어학자 Jørgen Rischel에 의해 자세히 탐구되어 그 특이성이 알려졌다. 그에 따르면 언어는 총 3가지 변이형으로 나눌 수 있으며 Yumbri라고 불리는 라오스의 소규모 집단과 태국의 비교적 큰 두 집단으로 이루어진다. 믈라브리어에서는 10까지 셀 수는 있으나 일반적으로 명사 수식에는 1과 2만이 사용되며 2를 가리키는 말 역시 수사보다는 '한 쌍'의 의미에 가깝다고 한다.

## 같이 보기
- 믈라브리족
- 크무어파